# Teatro Lee
El Teatro Lee (en chino: 利舞臺) era un teatro importante en  la calzada de la Bahía, en la isla de Hong Kong, en el sur de China. Una vez fue de los principales lugares para visitar en Hong Kong, el teatro Beaux-Art fue demolido en la década de 1990 y reemplazado por un edificio de oficinas y un centro comercial. En la década de 1920, la familia Hysan Lee adquirió tierras en la zona de la calzada de la bahía. El teatro fue restaurado en la década de 1970.  A partir de 1973 hasta finales de 1980, el teatro fue sede del concurso anual Miss Hong Kong, organizado por la TVB (en el que la familia Lee tenía una participación). El teatro también fue sede del certamen de Miss Universo en 1976. Con los años, numerosos artistas dieron presentaciones en el teatro, junto con presentaciones de ópera cantonesa y conciertos, el teatro también exhibió películas. La última que se proyectó antes de cerrar fue Terminator 2: el juicio final.